# Poustka (motorfiets)
Poustka is een historisch merk van motorfietsen.
De bedrijfsnaam was Frantisek Poustka, Mech. Dilny, Praha-Vinohrady.
Tsjechisch merk dat van 1924 tot 1934 met Engelse componenten motorfietsen samenstelde. De 175-. 250- en 350 cc motorblokken kwamen van Villiers.